# 第19回日本アカデミー賞
第19回日本アカデミー賞は1996年（平成8年）3月23日に行われた日本アカデミー賞の発表・授賞式。
国立横浜国際会議場で開催され、司会は西田敏行とかたせ梨乃が務めた。

## 最優秀作品賞
- 午後の遺言状

### 優秀作品賞
- きけ、わだつみの声
- 藏
- 写楽
- Love Letter

## 最優秀監督賞
- 新藤兼人（午後の遺言状）

### 優秀監督賞
- 熊井啓（深い河）
- 篠田正浩（写楽）
- 出目昌伸（きけ、わだつみの声）
- 降旗康男（藏）

## 最優秀脚本賞
- 新藤兼人（午後の遺言状）

### 優秀脚本賞
- 奥寺佐渡子（学校の怪談）
- 高田宏治（藏）
- 早坂暁（きけ、わだつみの声）
- 皆川博子・堺正俊・片倉美登・篠田正浩（写楽）

## 最優秀主演男優賞
- 三國連太郎（三たびの海峡）

### 優秀主演男優賞
- 中井貴一（マークスの山）
- 中村吉右衛門（鬼平犯科帳）
- 松方弘樹（藏）
- 渡部篤郎（静かな生活）

## 最優秀主演女優賞
- 浅野ゆう子（藏）

### 優秀主演女優賞
- 秋吉久美子（深い河）
- 沢口靖子（ひめゆりの塔）
- 十朱幸代（日本一短い「母」への手紙）
- 羽田美智子（人でなしの恋）

## 最優秀助演男優賞
- 竹中直人（EAST MEETS WEST）

### 優秀助演男優賞
- 今井雅之（静かな生活）
- 豊川悦司（Love Letter）
- 萩原聖人（マークスの山）
- フランキー堺（写楽）

## 最優秀助演女優賞
- 乙羽信子（午後の遺言状）

### 優秀助演女優賞
- 一色紗英（藏）
- 鶴田真由（きけ、わだつみの声）
- 中山忍（ガメラ 大怪獣空中決戦）
- 名取裕子（マークスの山）

## 最優秀音楽賞
- 武満徹（写楽）

### 優秀音楽賞
- 大江光（静かな生活）
- さだまさし・服部隆之（藏）
- 佐藤勝（ひめゆりの塔）
- REMEDIOS（Love Letter）

## 最優秀撮影賞
- 鈴木達夫（写楽）

### 優秀撮影賞
- 飯村雅彦（ひめゆりの塔）
- 栃沢正夫（深い河）
- 原一民（きけ、わだつみの声）
- 森田富士郎（藏）

## 最優秀照明賞
- 水野研一（写楽）

### 優秀照明賞
- 大澤暉男（ひめゆりの塔）
- 島田忠昭（深い河）
- 篠崎豊治（きけ、わだつみの声）
- 増田悦章（藏）

## 最優秀美術賞
- 浅葉克己・池谷仙克（写楽）

### 優秀美術賞
- 育野重一（ひめゆりの塔）
- 小川富美夫（天守物語）
- 中澤克巳（学校の怪談）
- 西岡善信（藏）

## 最優秀録音賞
- 瀬川徹夫（写楽）

### 優秀録音賞
- 池田昇（ひめゆりの塔）
- 伊藤宏一（藏）
- 柿沼紀彦（きけ、わだつみの声）
- 宮内一男（ゴジラvsデストロイア）

## 最優秀編集賞
- 篠田正浩・阿部浩英（写楽）

### 優秀編集賞
- 長田千鶴子（ゴジラVSデストロイア）
- 川島章正（GONIN）
- 玉木濬夫（藏）
- 渡辺行夫（午後の遺言状）

## 最優秀外国作品賞
- ショーシャンクの空に

### 優秀外国作品賞
- アポロ13
- フォレスト・ガンプ 一期一会
- マディソン郡の橋
- レオン

## 新人俳優賞
- 柏原崇（Love Letter）
- 原田龍二（日本一短い「母」への手紙）
- 渡部篤郎（静かな生活）
- 一色紗英（藏）
- 江角マキコ（幻の光）
- 酒井美紀（Love Letter、ひめゆりの塔）

## 話題賞

### 作品部門
- 君を忘れない

### 俳優部門
- 豊川悦司（Love Letter）

## 会長功労賞
- 萬屋錦之介
- 高峰秀子

## 会長特別賞
- 神代辰巳（監督）
- 高羽哲夫（撮影）

## 協会特別賞
- 松野嵩志 (現像･オプチカル)
- 森吉隆 (現像･タイミング)

## 特別賞企画賞
- 新藤兼人
- フランキー堺
- 松方弘樹・日下部五朗

## 特別賞特殊技術賞
- 樋口真嗣をはじめとする特殊技術スタッフ（ガメラ 大怪獣空中決戦）
- 佐々木英世 (音響効果)（ゴジラVSデストロイア）